# Händelser vid vatten (TV-serie)
Händelser vid vatten är en svensk dramaserie som hade premiär på SVT Play den 13 januari 2023. Serien bygger på Kerstin Ekmans roman med samma namn. Serien har regisserats av Mikael Marcimain och i rollerna ses bland andra Pernilla August, Rolf Lassgård, Alba August och Asta Kamma August. Programmet vann Kristallen 2023 som Årets tv-drama.

## Handling
Serien skildrar två tidsperioder. Dels 1970-talet när en idealistisk ung kvinna, Annie, anländer till den fiktiva jämtländska byn Svartvattnet för att leva gröna vågen-liv. Dels utspelar sig serien på 1990-talet då Annie blivit kvar i bygden och mordet hon blev vittne till 20 år tidigare gör sig påmint igen.

## Rollista i urval
- Asta Kamma August – Annie Raft (1973)
- Pernilla August – Annie Raft (1991)
- Alva Adermark – Mia Raft (1973)
- Alba August – Mia Raft (1991)
- Sven Boräng – Birger Torbjörnsson (1973)
- Rolf Lassgård – Birger Torbjörnsson (1991)
- Christian Fandango Sundgren – Dan Ulander (1973)
- Andreas Kundler – Dan Ulander (1991)
- Liam Gabrielsson Lövbrand – Johan Brandberg (1973)
- Erik Ehn – Johan Brandberg (1991)
- Lucas Grimstedt – Björne Brandberg (1973)
- Jesper Sjölander – Björne Brandberg (1991)
- Liv Mjönes – Barbro Torbjörnsson
- Magnus Krepper – Petrus
- Alma Pöysti – Ylja Happolati (1973)
- Anitta Suikkari – Ylja Happolati (1991)
- Magnus Roosmann – Åke Vemdahl
- Emelie Garbers – Lotta
- Cecilia Nilsson – Gudrun Brandberg
- Linda Wincent – Gudrun Brandberg (1973)